# Altenteich (Düren)

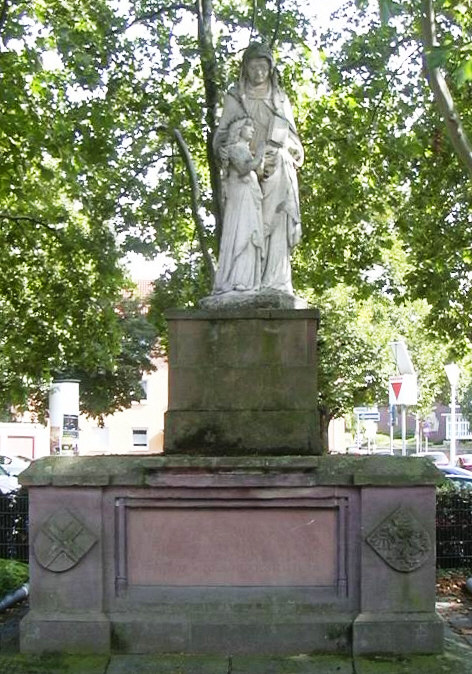
Die Annasäule

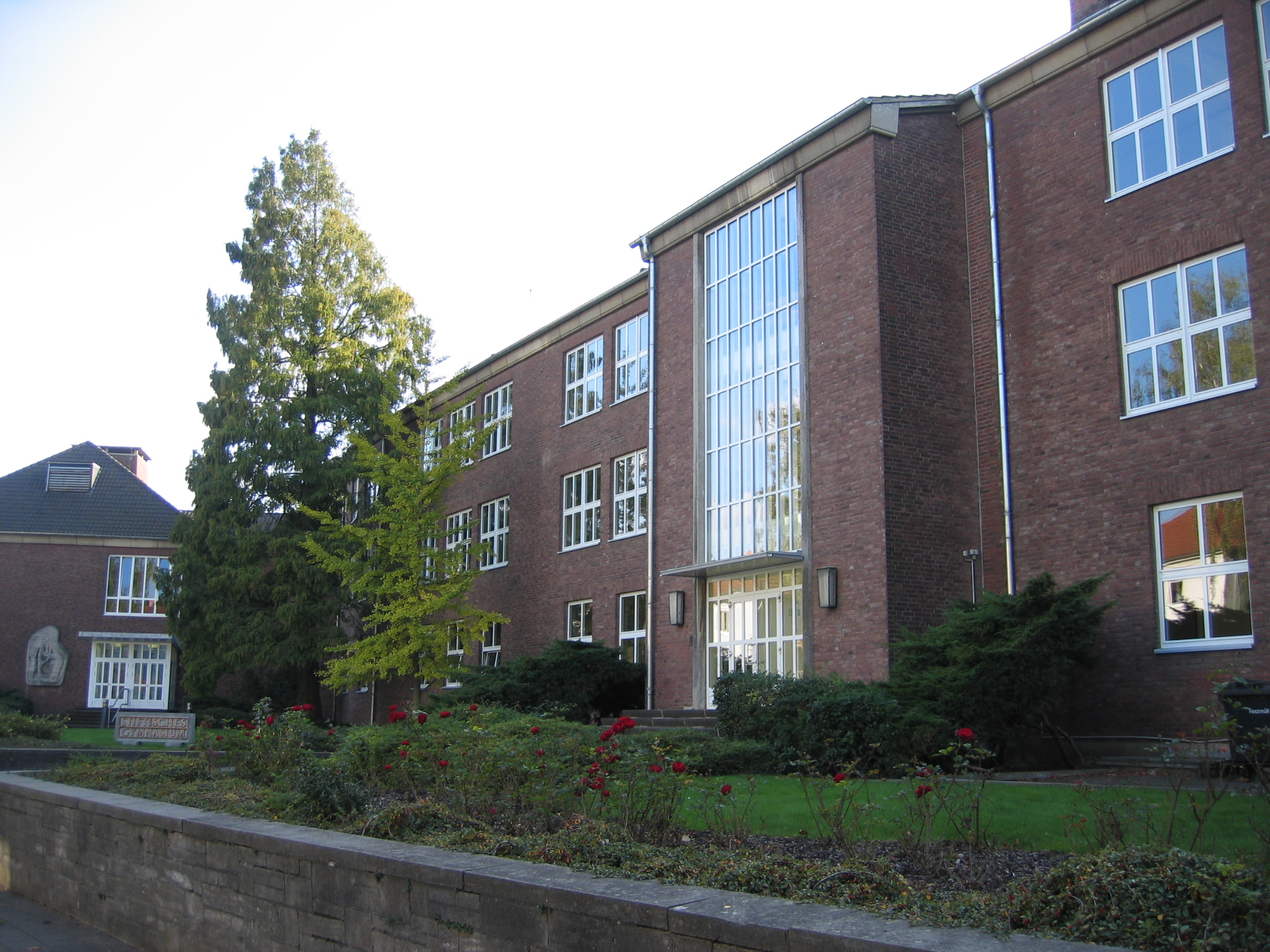
Das Stiftische Gymnasium

Altenteich ist eine historische Straßenbezeichnung in der Stadt Düren  (Nordrhein-Westfalen). Die Straße liegt in der Innenstadt innerhalb der alten Stadtmauer. Sie verbindet die Weierstraße mit der Stürtzstraße. Der Durchstich zur Stürtzstraße erfolgte erst im Jahre 1906.
Der Ursprung der Straße geht fast auf den Ursprung Dürens zurück. Zur Speisung des Pfalzgrabens wurde ein Arm der Rur benutzt. Als nach 1200 die Stadtmauer gebaut wurde, wurde der Wasserlauf zur Speisung der Stadtgräben genutzt. Später wurde der Lauf weiter reguliert und zum Antrieb von Mühlen benutzt. Man nannte diesen Wasserlauf jetzt Neuen Teich und den bisherigen Verlauf Alten Teich (Altenteich). Das Bett dieses Teiches lief leer und wurde als Bauland verkauft. 
1378 wurde die Straße als up dem alden dyche erstmals erwähnt. 1655/56 wurde hier ein Kapuzinerkloster erbaut. Es diente nach der Säkularisation 1802 profanen Zwecken. 1820 kauft es die Stadt und baute es zum Gymnasium um. Von 1891 bis 1904 zog das Gymnasium in die Zehnhofstraße. Am 3. Mai 1904 wurde das Stiftische Gymnasium an seinem jetzigen Standort am Altenteich eingeweiht. 
An der Ecke Weierstraße/Altenteich steht die denkmalgeschützte Annasäule. Weitere Baudenkmäler in der Straße sind aus der Liste der Baudenkmäler in Düren zu entnehmen. Es handelt sich meistens um Reste der Stadtbefestigung aus dem Mittelalter. In dem nördlichen Straßenteil an der Ecke Steinweg stand das markante Gewandhaus.